# Приморськ (Ленінградська область)
Примо́рськ (рос. Приморск) — місто Виборзького району Ленінградської області Росії. Адміністративний центр Приморського міського поселення.
Населення — 6119 осіб (2010 рік).